# Tramwaje w Naumburgu (Saale)
Tramwaje w Naumburgu – system tramwajowy działający w mieście Naumburg (Saale) w Niemczech. Jest to najmniejszy system tramwajowy w tym kraju – składa się z jednej linii o długości ok. 2,5 km obsługiwanej rotacyjnie przez jeden z siedmiu wagonów.

## Historia

Schemat sieci

Tramwaje uruchomiono w 1892 roku w formie jednej linii o okrężnym układzie i długości 5,4 km. Początkowo ruch prowadzono trakcją parową, linia została zelektryfikowana w 1907 roku.
Sieć została zamknięta w 1991 roku i przez trzy następne lata pozostawała nieużywana. Prywatne przedsiębiorstwo Naumburger Straßenbahngesellschaft postawiło sobie za cel uruchomienie tramwaju turystycznego, co udało się osiągnąć w 1994 roku – był to jednak tramwaj konny i obsługiwał jedynie połowę dawnej sieci. W rok później przywrócono zasilanie i uruchomiono tramwaje elektryczne. W latach 1994–2006 ruch odbywał się okazjonalnie.
W 2006 roku została wznowiona regularna obsługa linii, tramwaje kursowały odtąd w każdy letni weekend. Rok później, w kwietniu 2007 roku, sieć została objęta dotacją samorządu miejskiego i tramwaje zaczęły kursować codziennie co pół godziny, naprzemiennie z kursami autobusu jeżdżącego po tej samej trasie. W tramwajach ważne są zwykłe bilety obowiązujące także w autobusach, w cenie 1,60 €. Tramwaj łączy dworzec kolejowy z centrum miasta, w kwietniu 2016 czynne było ok. 2,5 km torowiska.
Pomimo włączenia tramwajów w regularną sieć komunikacyjną, ruch prowadzony jest wyłącznie taborem historycznym (wagonami Gotha T57). W parku taborowym znajdują się także starsze pojazdy ET54 i przedwojenny wagon firmy Lindner, jednak pełnią one wyłącznie rolę eksponatów muzealnych. Łącznie w Naumurgu jest eksploatowanych 14 pojazdów, w tym 7 przeznaczonych do ruchu liniowego. Jednocześnie do obsługi trasy wystarcza jeden wagon, w związku z czym każdego dnia ruch prowadzi inny pojazd. Część taboru sprowadzono z innych miast.
W 2017 roku zaplanowano oddanie do użytku kolejnych 440 metrów odremontowanego torowiska.